# Wapen van Leuven

Het wapen van Leuven (sinds 1997).

Het Wapen van Leuven is het heraldisch wapen van de Brabantse stad Leuven. Het eerste gemeentewapen werd op 25 februari 1813 toegekend. Op 29 april 1845 werd een nieuw gemeentewapen toegekend, dat in 1926, 1979 en ten slotte op 4 januari 1995 in licht gewijzigde versies werd herbevestigd.

## Geschiedenis

Het wapen van Leuven (1813-1845).

Het wapenschild in het gemeentewapen van Leuven gaat terug op een stadszegel uit 1621, waarin het wapen van Lotharingen (Godfried van Leuven zou zich in de 12e eeuw hertog van Lotharingen noemen) werd afgebeeld tussen twee stadstorens.
Het eerste, officiële gemeentewapen, toegekend in de napoleontische tijd, bestond uit dit schild in keel met een dwarsbalk van zilver met in een vrijkwartier van azuur een Romeinse letter N van goud waarboven een ster van hetzelfde, hetgeen verwees naar de status van Leuven als stad van tweede klasse in het Keizerrijk.

Het wapen van Leuven (1979-1997).

De stad zou dit wapen blijven voeren tot het op 29 april 1845 een nieuw gemeentewapen werd toegekend, dat teruggreep naar het historische wapen van de stad maar er nu een helmteken met een leeuw die het wapen van Brabant vasthield aan toevoegde. Hieraan werd na de Eerste Wereldoorlog door Frankrijk aan de stad Leuven toegekende Oorlogskruis toegevoegd en bevestigd op 2 maart 1926.
Na de fusie van de gemeentes van 1977 werd er aan het schild drie torens toegevoegd als verwijzing naar de drie deelgemeentes (Heverlee, Kessel-Lo, Wilsele), hetgeen op 2 april 1979 werd bekrachtigd. Ten slotte werd op 4 januari 1995 een licht gewijzigde versie, waarbij de torens van het schild verdwenen en een stedenkroon erboven verscheen toegekend en bevestigd als nieuw wapen van de stad Leuven.

## Blazoenering
Het wapen heeft de volgende blazoenering:
In keel een dwarsbalk van zilver. Het schild getopt met een aanziende helm van zilver, getralied, gehalsband, omboord en gekroond met een stedekroon met vier torens van goud, gevoerd en gehecht van keel, met dekkleden van zilver en van keel. Helmteken: een zittende [aanziende] leeuw van zilver, houdend een schild van sabel, beladen met een leeuw van goud, geklauwd en getongd van keel. Het schild getooid met het Franse oorlogskruis met palm, het lint uitgaande van de schildvoet.— Ministerieel Besluit van 25 maart 1997.